# Tyson Etienne
Tyson Etienne (Englewood, Nueva Jersey, 17 de septiembre de 1999) es un baloncestista estadounidense que pertenece a la plantilla de los Brooklyn Nets, con un contrato dual que le permite jugar además en los Long Island Nets de la G League. Con 1,88 metros de estatura, juega en la posición de base o escolta.

## Trayectoria deportiva

### Universidad
Jugó tres temporadas con los Shockers de la Universidad Estatal de Wichita, en las que promedió 13,2 puntos, 2,7 rebotes, 1,9 asistencias y 1,1 robos de balón por partido como suplente. En 2021 compartió el galardón de Jugador del Año de la American Athletic Conference con Quentin Grimes, adeás de ser incluido en el mejor quinteto de la conferencia. El 21 de abril de 2022 se declaró elegible para el draft de la NBA, renunciando a su elegibilidad universitaria restante.

#### Estadísticas
| Año     | Equipo        | PJ | PT | MPP  | %TC  | %3P  | %TL  | RPP | APP | ROB | TPP | PPP  |
| ------- | ------------- | -- | -- | ---- | ---- | ---- | ---- | --- | --- | --- | --- | ---- |
| 2019–20 | Wichita State | 31 | 17 | 24.6 | .376 | .388 | .800 | 2.1 | 1.4 | 1.2 | .1  | 9.4  |
| 2020–21 | Wichita State | 22 | 22 | 33.8 | .371 | .392 | .757 | 3.4 | 2.5 | 1.0 | .1  | 16.3 |
| 2021–22 | Wichita State | 27 | 26 | 34.3 | .359 | .326 | .768 | 2.9 | 2.0 | 1.1 | .0  | 14.9 |
| Total   | Total         | 80 | 65 | 30.4 | .367 | .364 | .772 | 2.7 | 1.9 | 1.1 | .1  | 13.2 |

### Profesional
Tras no ser elegido en el Draft de la NBA de 2022, se unió a los Atlanta Hawks para disputar la Liga de Verano de la NBA. El 22 de agosto firmó contrato con los Hawks, pero fue despedido el 9 de octubre. El 3 de noviembre se unió a la plantilla de su filial en la G League, los College Park Skyhawks. En su primera temporada promedió 6,1 puntos y 1,2 rebotes por partido, saliendo desde el banquillo.
El 10 de septiembre de 2024 firmó con los Brooklyn Nets, pero fue despedido al día siguiente. El 27 de octubre se unió a los Long Island Nets. El 4 de marzo de 2025 firmó un contrato dual con Brooklyn. Debutó en la NBA el 28 de marzo, ante Los Angeles Clippers, consiguiendo ocho puntos y una asistencia en algo menos de diez minutos en pista, ese día se convirtió en el jugador número 5000 en disputar un encuentro en la NBA.

## Vida personal
Es sobrino del exjugador de la NBA Marcus Camby y del actor Omari Hardwick, y también primo del jugador de la NBA DeAndre Jordan.

## Estadísticas de su carrera en la NBA

### Temporada regular
| Año     | Equipo   | PJ | PT | MPP  | %TC  | %3P  | %TL  | RPP | APP | ROB | TPP | PPP |
| ------- | -------- | -- | -- | ---- | ---- | ---- | ---- | --- | --- | --- | --- | --- |
| 2024-25 | Brooklyn | 7  | 0  | 21.6 | .327 | .295 | .800 | 1.3 | 1.7 | .4  | .1  | 7.9 |
| Total   | Total    | 7  | 0  | 21.6 | .327 | .295 | .800 | 1.3 | 1.7 | .4  | .1  | 7.9 |